# Bajaj Boxer BM 150
Bajaj Boxer BM 150 — индийский дорожный мотоцикл производителя Bajaj Auto. Выпускается с 2012 года. 
Мотоцикл имеет классический дизайн с минимумом пластиковых деталей. Технически является одним из многочисленных клонов honda cg125 1976 года. Имеет нестандартный порядок переключения передач (все вниз), вместо общепринятой классической схемы «первая вниз остальные вверх».
Поставлялся в различных вариантах:
- Обычная дорожная версия BM150

- Версия в стиле «кросс» BM 150 Х

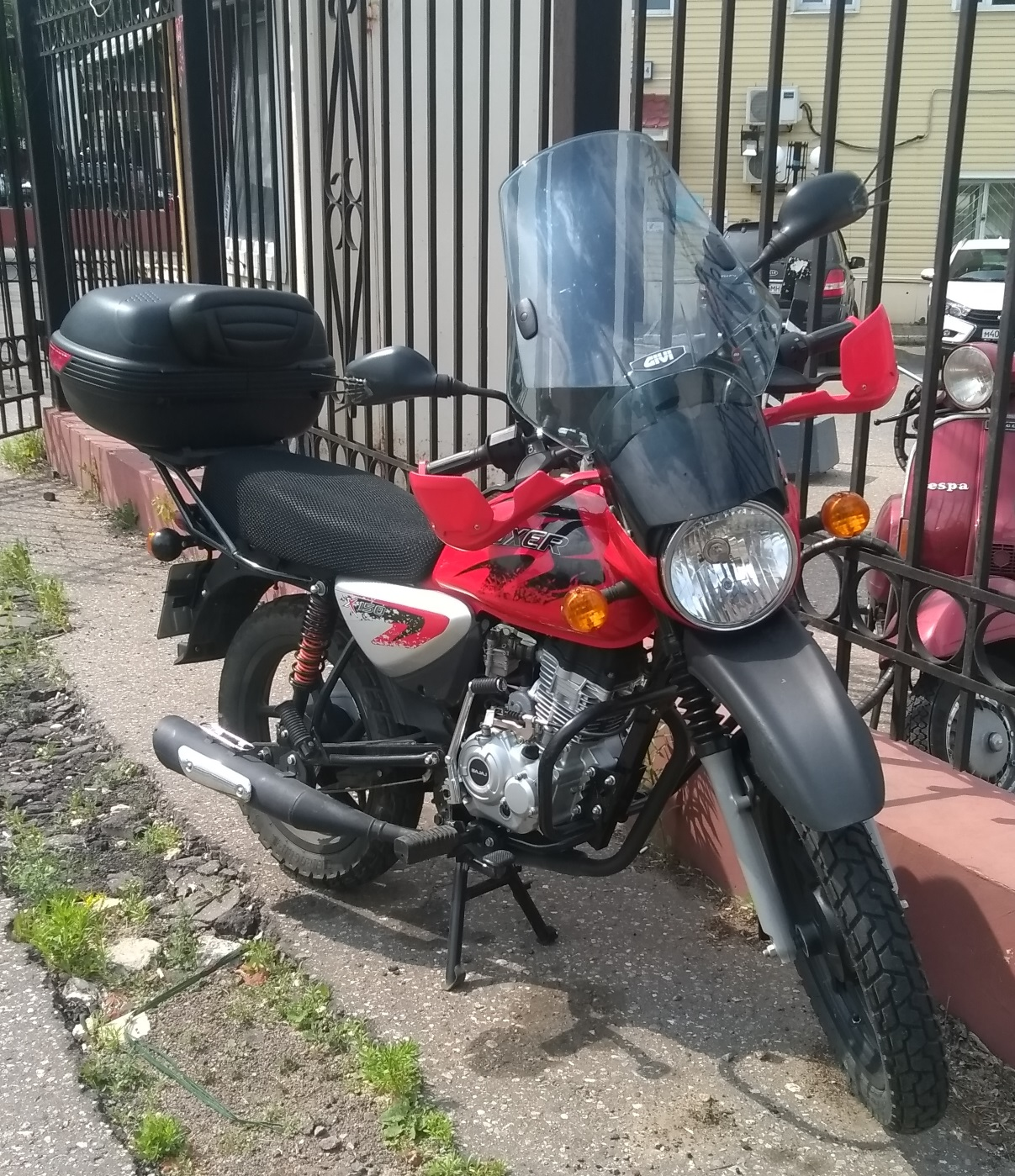
Bajaj Boxer BM 150 X

- Версия обычная дорожная с передним дисковым тормозом (с 2018 г.)
- Версия с 5 КПП с 2019 года.

Краткие характеристики:

| Модель                            | Boxer BM 150                                                                         |
| Тип мотоцикла                     | Дорожный классический                                                                |
| Год выпуска                       | 2012 (требует уточнения)                                                             |
| Рама                              | стальная трубчатая                                                                   |
| Тип двигателя                     | 1-цилиндровый, 4-тактный                                                             |
| Рабочий объём                     | 144,8 см³.                                                                           |
| Диаметр цилиндра/ход поршня       | 56,0 x 58,8 мм                                                                       |
| Степень сжатия                    | 9.5±0.5:1                                                                            |
| Охлаждение                        | воздушное                                                                            |
| Количество клапанов на цилиндр    | SOHC, 2 клапана                                                                      |
| Система подачи топлива            | карбюратор, UVD20SS                                                                  |
| Система запуска                   | электростартер + кикстартер                                                          |
| Тип зажигания                     | CDI                                                                                  |
| Максимальная мощность             | 11,84 л. с. при 7500 об/мин                                                          |
| Максимальный крутящий момент      | 12,28 Нм при 5500 об/мин                                                             |
| Коробка передач                   | 4-ступенчатая 5-ступенчатая (с 2019 г.)                                              |
| Тип привода                       | цепь, 428-я, 122 звена                                                               |
| Размер передней шины              | 3.00x17 (Диск 1.6" x 17")                                                            |
| Размер задней шины                | 100/90x17 (Диск 2.15" x 17")                                                         |
| Передние тормоза                  | барабан 130 мм                                                                       |
| Задние тормоза                    | барабан 130 мм                                                                       |
| Передняя подвеска                 | телескопическая вилка, ход — 115 мм                                                  |
| Задняя подвеска                   | маятниковая с двумя амортизаторами (пружина в пружине SNS), ход — 100 мм             |
| Длина мотоцикла                   | 2016 мм                                                                              |
| Ширина мотоцикла                  | 740 мм                                                                               |
| Высота мотоцикла                  | 1055 мм                                                                              |
| Колесная база                     | 1285 мм                                                                              |
| Высота по седлу                   | 808 мм                                                                               |
| Дорожный просвет                  | 190 мм                                                                               |
| Максимальная скорость             | 100 км/ч (При весе водителя 68 кг без груза)                                         |
| Емкость бензобака                 | 14,0 л (включая 2,5 литра резерва, из которых 1,0 л — «неиспользуемый резерв»)       |
| Масса мотоцикла                   | 123 кг — сухая                                                                       |
| Максимальна масса с грузом        | 253 кг                                                                               |
| Максимально преодолеваемый подъём | 25 % (14°)                                                                           |
| Октановое число топлива           | 92                                                                                   |
| Расход топлива                    | 2.0 — 2.5 л / 100 км при 60 — 80 км/ч (До 3.5 л / 100 км при максимальной скорости)* |

* На основе данных по результатам 3-летней эксплуатации, а также сведениям из интернет-сообщества.